# Bosso (Níger)
Bosso es una comuna rural de Níger, chef-lieu del departamento homónimo en la región de Diffa. En 2012 tenía una población de 65 022 habitantes, de los cuales 33 885 eran hombres y 31 137 eran mujeres.
La localidad fue fundada y fortificada en 1780 por un líder tuareg llamado Aoudou. La localidad seguía bajo el dominio de sus descendientes cuando la misión Foureau-Lamy de los exploradores militares franceses paró aquí en 1900. La comuna se vio gravemente afectada por una hambruna en 2005, pero aumentó su población notablemente en 2013 con la llegada de entre cinco mil y diez mil refugiados procedentes de Baga y otros lugares de Borno, que huían de los ataques terroristas de Boko Haram en el norte de Nigeria. En 2015, los terroristas atacaron Bosso y sus alrededores, causando graves estragos que llevaron a huir de la zona a más de veinticinco mil personas, muchas de ellas procedentes de las islas del entorno del lago Chad.
Se ubica junto a la frontera con Nigeria, unos 100 km al noreste de la capital regional Diffa, en el límite noroccidental de la sabana inundada del lago Chad.

## Clima
| Parámetros climáticos promedio de Bosso, Níger | Parámetros climáticos promedio de Bosso, Níger | Parámetros climáticos promedio de Bosso, Níger | Parámetros climáticos promedio de Bosso, Níger | Parámetros climáticos promedio de Bosso, Níger | Parámetros climáticos promedio de Bosso, Níger | Parámetros climáticos promedio de Bosso, Níger | Parámetros climáticos promedio de Bosso, Níger | Parámetros climáticos promedio de Bosso, Níger | Parámetros climáticos promedio de Bosso, Níger | Parámetros climáticos promedio de Bosso, Níger | Parámetros climáticos promedio de Bosso, Níger | Parámetros climáticos promedio de Bosso, Níger | Parámetros climáticos promedio de Bosso, Níger |
| Mes                                            | Ene.                                           | Feb.                                           | Mar.                                           | Abr.                                           | May.                                           | Jun.                                           | Jul.                                           | Ago.                                           | Sep.                                           | Oct.                                           | Nov.                                           | Dic.                                           | Anual                                          |
| ---------------------------------------------- | ---------------------------------------------- | ---------------------------------------------- | ---------------------------------------------- | ---------------------------------------------- | ---------------------------------------------- | ---------------------------------------------- | ---------------------------------------------- | ---------------------------------------------- | ---------------------------------------------- | ---------------------------------------------- | ---------------------------------------------- | ---------------------------------------------- | ---------------------------------------------- |
| Temp. máx. media (°C)                          | 29.4                                           | 32.4                                           | 36.2                                           | 38.8                                           | 39.5                                           | 38.2                                           | 35                                             | 33.1                                           | 35.1                                           | 36.5                                           | 33.4                                           | 30.1                                           | 34.8                                           |
| Temp. media (°C)                               | 21                                             | 23.5                                           | 27.6                                           | 30.5                                           | 31.8                                           | 31.3                                           | 29.3                                           | 27.8                                           | 28.8                                           | 28.6                                           | 25                                             | 21.6                                           | 27.2                                           |
| Temp. mín. media (°C)                          | 12.7                                           | 14.7                                           | 19.1                                           | 22.3                                           | 24.2                                           | 24.4                                           | 23.7                                           | 22.6                                           | 22.6                                           | 20.8                                           | 16.6                                           | 13.1                                           | 19.7                                           |
| Precipitación total (mm)                       | 0                                              | 0                                              | 0                                              | 1                                              | 6                                              | 15                                             | 70                                             | 119                                            | 30                                             | 4                                              | 0                                              | 0                                              | 245                                            |
| Fuente: Climate-Data.org (altitude: 287m)      |                                                |                                                |                                                |                                                |                                                |                                                |                                                |                                                |                                                |                                                |                                                |                                                |                                                |